# Færing (båd)
Færing (fra norrønt feræringr, "firer") er en åben robåd med to par årer. Det findes færinger af alle robådstyper fra Rogaland til Finnmark. De fleste er spidse i begge ender (spidsgattede), men færinger med agterspil (flad bag) findes også.
Mange steder findes der en egen størrelseskategori for både med to par årer og et ekstra halvrym i midten på 30-50 cm af bådens længde. Denne går under forskellige navne navn som halvromsfæring (Midt-Vestlandet), mell'færing (geitbåde i Nordmøre; egentlig "mellem-færing") eller hundromsfæring (nordlandsbåder i Nord-Norge). Når halvrummet er ekstra langt, 60–70 cm, kunne man have årefæster her, så et barn kunne ro.
Overgangen til seksæring bliver på disse både relativt flydende. På Sunnmøre kaldtes en sådan båd gerne "kjempefæring". I Trøndelag (Åfjordbåt) kaldes en halvrumsfæring ofte bare "færing", mens en færing uden halvrum kaldes "toknefæring".
Bådtypen dateres tilbage til vikingetiden. De små både, der blev fundet sammen med Gokstadskibet minder om de både, som stadig bruges i Vest- og Nordnorge. I moderne tid bruges de til at fiske fra og i nogle tilfælde til kapsejlads.